# Federació Veneçolana de Futbol
La Federació Veneçolana de Futbol (FVF), és l'òrgan de govern del futbol a Veneçuela. Va ser fundada l'any 1926 i des de 1952 i 1953 està afiliada a la Federació Internacional de Futbol Associació (FIFA) i la Confederació Sud-americana de Futbol (CONMEBOL) respectivament. La FVF és la responsable de les seleccions veneçolanes de totes les categories i des de 1995 organitza les competicions nacionals de futbol professional i aficionat.

## Història
El futbol va arribar a Veneçuela a finals del segle xix a través dels marins i comerciants anglesos. Segons algunes fonts, el primer partit de futbol s'hauria disputat l'any 1876 a la població minera del Callao, però altres fonts apunten que no va ser fins a l'any 1902 que hi ha constància de documents i testimonis referits al primer equip fundat a Veneçuela: el San Bernardino, a Caracas. El futbol es va estendre per tot el país i va ser a Caracas on es va gestar la idea, a la dècada dels anys 1920, de crear una organització que agrupés els diferents clubs.
El creixement de l'activitat va portar a la creació d'un "Alt Tribunal de Football" i posteriorment, després d'una reunió celebrada, l'1 de desembre de 1925, amb els dirigents dels equips Centro Atlético, Venezuela, Caracas Sport Club, Barcelona, Venzoleo i Venzoleo Júnior, Unión Sport Club, Nueva Esparta, Alianza, Campeador i Libertad, es va crear l'Associació "Nacional de Football". El 19 de gener de 1926, va ser formalment constituïda.
El 1951, per resolució de la Junta militar que governava Veneçuela, es va adoptar el nom actual de Federació Veneçolana de Futbol. El 1952 es va afiliar a la FIFA i el 1953 a la CONMEBOL.
El 1995, després de la desaparició de la lliga de futbol professional de Veneçuela, la FVF va començar a fer-se càrrec dels campionats de futbol professionals a través de la Comisión de Torneos Nacionales. Aquesta comissió, que actualment s'anomena Comisión de Competiciones de Clubes y Selecciones, és qui s'encarrega de l'organització del futbol veneçolà.

## Organització
La Federació Veneçolana de Futbol està integrada per 24 associacions estatals que s'encarreguen de l'organització del futbol als 23 estats i el Districte Capital que integren Veneçuela.
El sistema de lligues del futbol professional veneçolà és una sèrie de lligues interconnectades organitzades per la Federació Veneçolana de Futbol. Els principals campionats són la primera, segona i tercera divisió i la Copa Venezuela.
La primera división venezolana o lliga veneçolana de futbol està formada per vint equips. Es divideix en dos tornejos, el Torneo Apertura (disputat la segona meitat d'any) i el Torneo Clausura (la primera meitat de l'any següent). Els dos campions s'enfronten en una final a doble partit (anada i tornada) per definir el campió nacional. Els dos darrers classificats baixen a la segona divisió.
La segunda división venezolana està formada per vint equips distribuïts en tres grups: centre, oriental i occidental, amb sis, set i set equips respectivament. També es divideix en dos tornejos, el Torneo Apertura i el Torneo Clausura. Els dos primers classificats pugen a la primera divisió.
La tercera división venezolana està formada per quaranta-vuit equips distribuïts en vuit grups i també es divideix en dos tornejos.
La Copa Venezuela és la competició per eliminació directa que disputen els equips de la primera i segona divisió veneçolana.

### Presidents
Presidents de la Federació Veneçolana de Futbol
| President                                           | Període                                           |
| Presidents de la Federación Nacional de Foot Ball   | Presidents de la Federación Nacional de Foot Ball |
| --------------------------------------------------- | ------------------------------------------------- |
| Juan Jones Parra                                    | 1925-1931                                         |
| Presidents de la Asociación Venezolana de Foot-Ball |                                                   |
| Juan Jones Parra                                    | 1931-1939                                         |
| Presidents de la Asociación Venezolana de Fútbol    |                                                   |
| Julio Bustamante                                    | 1939-1945                                         |
| Luis Guillermo Blanck                               | 1945-1951                                         |
| Presidents de la Federació Veneçolana de Futbol     |                                                   |
| Tulio Salgado Ayala                                 | 1951                                              |
| Franz Rísquez                                       | 1954                                              |
| Asdrúbal Olivares Sosa                              | 1969-1973                                         |
| René Henmer Colmenares                              | 1974-1979                                         |
| Adrián Toledo Herrera                               | 1979-1981                                         |
| José Vidal Douglas                                  | 1985                                              |
| René Henmer Colmenares                              | 1986-1987                                         |
| Rafael Esquivel                                     | 1987-2015                                         |
| Laureano González                                   | 2016-2020                                         |
| Jesús Berardinelli                                  | 2020                                              |
| Laureano González                                   | 2020-2021                                         |
| Jorge Giménez Ochoa                                 | 2021-present                                      |

### Comitè Executiu
- President: Jorge Giménez Ochoa
- Vicepresident 1: Pedro Infante
- Vicepresident 2: José Antonio Quintero
- Vicepresident 3: Akram Almatni
- Secretari General: David Quintanilla
- Director: Suying Olivares
- Director: Óscar Linares
- Director: Juan Carlos Copa
- Director: Reina Suárez
- Director: Miguel Mea Vitali
- Director: Óscar Cunto
- Director: Adrián Aguirre
- Junta d'Arbitratge: Miguel Buitriago
- Consell d'Honor: Consuelo Vasquez
- Comissió Electoral: Edgar Morales
- Cap de premsa: Néstor Beaumont

### Associacions estatals
La Federació Veneçolana de Futbol està integrada per 24 associacions estatals, que s'encarreguen de l'organització del futbol als diferents estats de Veneçuela.